# Патофизиология на множествената склероза
Множествената склероза (МС) е състояние, при което в централната нервна система (ЦНС) на човек се наблюдават особен вид лезии, чиято патофизиология е твърде сложна и все още се изследва. Някои автори приемат нейната патологична същност, а други нейната клинична същност.
Съществуват най-малко пет характерни особености в ЦНС на болни от МС пациенти:
- Възпаление надхвърлящо класическите плаки по бялото мозъчно вещество;
- интратекални имуноглобулини формиращи олигоклонални клъстери;
- наличие на активирани клетки на имунната система;
- фоликулоподобни агрегати в менингите;
- увреждане на кръвно-мозъчна бариера извън зоните на активни лезии.[3]

Освен обичайната демиелинизация на бялото мозъчно вещество се засягат и церебралния кортекс и дълбоко разположеното сиво мозъчно вещество. МС е активна дори през периодите на ремисия. Атрофията на сивото мозъчно вещество се осъществява независимо от активните МС лезии и се изразява в инвалидизация, уморяемост и познавателни смущения.

## Демиелинизация
Процесът започва с пробив в кръвно-мозъчната бариера. Тя е тънка съдова бариера разделяща мозъка от кръвното русло, като възпрепятства преминаването на антитела и формени елементи през себе си. При пациенти с МС нейната интактност е нарушена. По неизвестни за сега причини в главния и гръбначния мозък се появяват места с „пробиви“ в кръвно-мозъчната бариера, през които се инфилтрират клетки на имунната система. Според болшинството от изследователи, специален клас лимфоцити T CD4+, в частност Th1 и Th17, играят ключова роля в развитието на лезиите. Протеинът интерлевкин 12 е отговорен за диференцирането на наивните Т-клетки в активирани Т-клетки. Свръхпродукцията на този протеин е причината за повишеното ниво на възпаление при пациентите страдащи от МС. При нормални обстоятелства тези лимфоцити могат да разграничават свое от чуждо. При болни от МС, обаче, тези клетки разпознават здрави части от централната нервна система като увредени и ги атакуват, сякаш са заразени с вирус и предизвикват възпалителен процес, както и стимулират други имунни клетки и разтворими фактори като цитокини и антитела. Много от миелин разпознаващите Т-клетки принадлежат към класа на крайно-диференцираните ко-стимулация-независими ефекторни Т-клетки на паметта. Установено е, че друг вид лимфоцити, B клетките, са въвлечени в патогенезата на МС и в унищожаването на аксоните. Самите аксони също могат да бъдет повредени от имунните атаки.
Често мозъчната тъкан е в състояние да компенсира донякъде чрез способността си за обновяване – невропластичност. Симптомите при МС са резултат от кумулативен ефект на лезиите в главния и гръбначния мозък. Това е причината симптомите да варират в много широки граници при различните хора в зависимост от местоположението на лезиите.
Процесът на възстановяване, наречен ремиелинизация, също играе значителна роля при развитието на МС. Ремиелинизацията е една от причините за затихване и дори временно отсъствие на симптоми, особено в ранните етапи от заболяването. Въпреки това увреждане на нервната тъкан и загуба на неврони има още в ранните етапи.
Олигодендроцитите, които по принцип изграждат меилиновия слой, не могат да го възстановят напълно. ЦНС може да мобилизира олигодендроцитни стволови клетки способни да пролиферират (да се делят усилено), мигрират и диференцират в зрели синтезиращи миелин олигодендроцити. Новосинтезираните меилинови слоеве са по-тънки и често не така ефективни както началните. Повтарящите се атаки от страна на имунната система водят да все по-слабо успешна ремиелинизация, докато в даден момент по засегнатите аксони не се появят подобни на драскотини плаки. При лабораторни условия стволовите клетки проявяват висока способност към пролиферация и диференциация в миелин-синтезиращи олигодендроцити. Това буди подозрения, че при условия на възпаление и увреда на аксоните, пролиферацията и диференциацията на стволовите клетки е по някакъв начин потисната. 

## Пробив в кръвно-мозъчната бариера
Здравата кръвно-мозъчна бариера (КМБ) не позволява преминаването на Т-клетки в нервната система. Пробивът в КМБ позволява преминаването на Т-клетки през бариерата и винаги е смятан за един от ранните моменти в развитието на лезии при МС. Причините за възникването му са все още неизвестни.
КМБ е изградена от ендотелни клетки постилащи стените на кръвоносния съд. След пробива следват редица проблеми – оток, активация на макрофаги, допълнителна активация на цитокини и други протеини като матриксните металопротеинази (силно деструктивни).
Понастоящем при какъвто и да е процес на демиелинизация е възможно да се открият лезии преди самата демиелинизация, при които се наблюдават зони на активирана микроглия и инфилтрация на левкоцити, съпроводени с олигодендроцитни аномалии.

## Хетерогенност на заболяването
Установено е, че МС проявява хетерогенност по отношение на клиничните се изяви, обуславящите я механизми, а от скоро и реакцията и при лечение.
Наблюдават се четири различни модела на увреда при белезите на мозъчната тъкан. Вникването с модела на лезиите може да даде информация за различията на заболяването при различните пациенти, както и да спомогне за по-точното и надежно лечение. Според авторите, начално въвели моделите, два от тях модели I и II показват сходства към T-клетки медииран или T-клетли плюс антителамедииран автоимунен енцефаломиелит. Друдите два модела III и IV силно напомнят на първична олигодендроцитна дистрофия, причинена от вирус- или токсин-индуцирана демиелиницация, а не автоимунна.
Тези различни модели известни още и като Модели на Ласман, може да корелират с различни типове на заболяването, различна прогноза, а може би и с различно поведение при лечение. Тази хетерогенност предразполага към преположението за съществуванео на няколко различни типа МС с различни имунологирни основи, а дори и че МС е група от няколко сходни заболявания. Четирите модела на МС са:
Модел IВ белезите от лезиите присъстват T-клетки и макрофаги около кръвните съдове, със запазени олигодендроцити, липса на следи от системата на комплемента.
Модел IIВ белезите от лезиите присъстват T-клетки и макрофаги около кръвните съдове, със запазени олигодендроцити, както при преходния модел, но с наличие на знаци сочещи активация на комплемента. Въпреки че уврежданията са много сходни с тези при оптикомиелита, някои изследователи съобщават за липса на увреждане на аквапорин 4 при този модел.
Модел IIIБелезите са дифузни с възпаление, разпространена олигодендроглиопатия и активация на микроглията. Наблюдава се и загуба на миелин-асоциирани гликопротеини (MAG). Белезите не обграждат съдовете, а се наблюдава пръстеновидни области от запазен миелин около съдовете. Има сведения за частична ремиелинизация, както и за олигодендроцитан апоптоза. Някои учени приемат, че този модел е ранният етам от развитието на другите.
Модел IVБелезите са с остри ръбове има наличие на олигодендроцитна дегенерация, с пръстеновидни области от нормално бяло мозъчно вещество. Липсват олигодендроцити с централните части на белезите. Няма активация на комплемента или загуба на MAG.
Значението на тези модели е все още спорно. Някои изследователи приемат, че МС е хетерогенно заболяване. Други поддържат тезата, че формата на белезите се мени с времето от един вид в друг, и това може да е меркер за еволюцията на болестта. Все пак, хетерогенността е действителна само в ранните етапи от развитието на МС. При някои лезии се установяват дефекти при митохондиите, които може да са признак за различен тип лезии.